# Episodi di Blind Justice - Gli occhi della legge
La prima e unica stagione della serie televisiva Blind Justice - Gli occhi della legge, composta da 13 episodi, è andata in onda negli Stati Uniti su ABC dall'8 marzo 2005 al 21 giugno 2005. In Italia è stata trasmessa da Rai 3 dal 6 luglio 2006 al 3 agosto 2006, per tre episodi a settimana (eccetto l'ultimo episodio).
| nº | Titolo originale | Titolo italiano      | Prima TV USA   | Prima TV Italia |
| -- | ---------------- | -------------------- | -------------- | --------------- |
| 1  | Pilot            | Rituale di morte     | 8 marzo 2005   | 6 luglio 2006   |
| 2  | Four Feet Under  | Un metro sotto terra | 15 marzo 2005  | 6 luglio 2006   |
| 3  | Rub a Tub Tub    | Odore di morte       | 22 marzo 2005  | 6 luglio 2006   |
| 4  | Up on a Roof     | Colpi in sequenza    | 29 marzo 2005  | 13 luglio 2006  |
| 5  | Marlon's Brando  | Marchiato a vita     | 5 aprile 2005  | 13 luglio 2006  |
| 6  | Seoul Man        | La faida             | 12 aprile 2005 | 13 luglio 2006  |
| 7  | Leap of Faith    | In onore di Sam      | 19 aprile 2005 | 20 luglio 2006  |
| 8  | Past Imperfect   | Ricordi di guerra    | 26 aprile 2005 | 20 luglio 2006  |
| 9  | In Your Face     | Il giocatore         | 3 maggio 2005  | 20 luglio 2006  |
| 10 | Doggone          | Hank                 | 10 maggio 2005 | 27 luglio 2006  |
| 11 | Dance with Me    | Balla con me         | 17 maggio 2005 | 27 luglio 2006  |
| 12 | Under the Gun    | La pistola           | 31 maggio 2005 | 27 luglio 2006  |
| 13 | Fancy Footwork   | La scelta di Dunbar  | 21 giugno 2005 | 3 agosto 2006   |